# Força Aérea Real Italiana

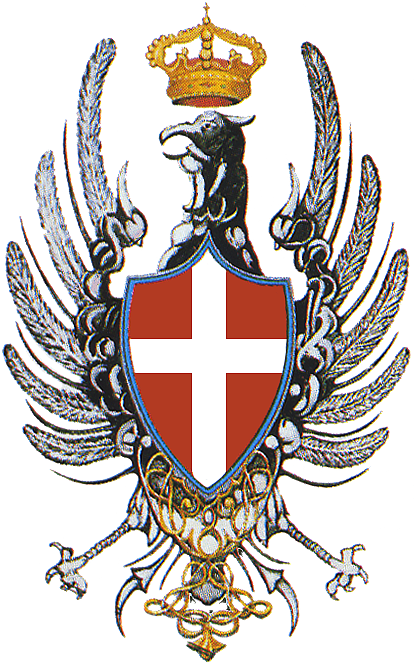
Emblema da Regia Aeronautica Italiana.

Força Aérea Real Italiana foi a designação dada às forças aéreas do Reino de Itália, sendo utilizada até 1946. Esta força militar foi a antecessora directa da actual Força Aérea Italiana.

## História
No início do século XX a Itália estava na vanguarda da guerra aérea, tendo sido o primeiro país a utilizar um avião para fins militares. Durante a colonização da Líbia, no dia 23 de outubro de 1911, utilizou um avião para realizar reconhecimento aéreo, e no dia 1 de novembro utilizava-se o avião pela primeira vez para um bormbardeio aéreo.
Durante a Grande Guerra, o "Corpo Aeronautico Militare", que fazia parto do "Regio Esercito" (Exército Real), operava uma mistura de caças franceses e bombardeiros italianos. A "Regia Marina" (Marinha Real) utilizou seu próprio corpo aéreo, equipado com aeronaves italianas.
Em fevereiro de 1922, o 10.° Batalhão Ascari Eritrei foi cercado pelos rebeldes em Azizia (‘Aziziyya, Tripolitania) e a única possibilidade de ligação era por via aérea. Cinco aeronaves Caproni levavam tropas descansadas para o local e voltavam transportando feridos e civis, a primeira ponte aérea da história.
Na Itália a força aérea é organizada em agrupamentos: bombardeiros - reconhecimento, caças e dirigíveis. Os aviões disponíveis eram 273, além dos 24 hidroaviões da marinha. Benito Mussolini, em seu primeiro gabinete, nomeia dois Diretores Gerais para a aviação: Giulio Douhet, para a aviação militar e Arturo Mercanti, para a aviação civil.
A Regia Aeronautica foi instituída através do Decreto Real 645, de 28 de março de 1923. O primeiro comandante da força aérea foi o General Pier Ruggero Piccio, que quis transformar rapidamente a Regia Aeronautica em uma arma altamente competente. Determinou que todos aqueles que quisessem fazer parte como pilotos deveriam receber um brevê temporário. Posteriormente determinou que todos os Stormo e escolas de pilotagem deveriam pôr no ar ao mesmo tempo todo e qualquer avião em condições de voo. De quase 300 aviões no inventário, somente 66 deles estavam em condições de voo. A situação não era nada animadora, mas trabalhos para corrigir as deficiências foram iniciados, no dia 31 de outubro de 1923, cerca de 300 aviões se dirigiram a Roma, para participarem de uma parada aérea. Os mesmos aparelhos iriam voar a Centocelle, no dia 4 de novembro, quando foi instituída a bandeira da arma aérea.
Nesta ocasião o Presidente do Conselho declarou:
"- Somos obrigados a adotar fortemente uma política aérea. Basta observarmos um mapa para vermos que a Itália nunca terá número suficiente de aviões para se defender."
O General Piccio é então nomeado para o recém criado Comando do Estado Maior da Aeronáutica. No dia 30 de agosto de 1925 é criado o Ministério da Aeronáutica. O Espaço Aéreo italiano é então dividido em 5 Zonas Aéreas:
1ª Zona - Milano; 
2ª Zona - Bologna; 
3ª Zona - Napoli; 
4ª Zona - Palermo; 
5ª Zona - Cagliari.
Benito Mussolini tratou de utilizar a Regia Aeronautica para fins de propaganda. Em 1931 e 1933, sob o comando do General Italo Balbo, a Regia Aeronautica cruzou o Atlântico com suas aeronaves, ganhando assim ainda mais destaque internacional. Esta tipo de atitude com fins de propaganda, no final da década de 1930, deu à Itália, o primeiro lugar em recordes obtidos pela aviação, ao ponto que muitos observadores estrangeiros considerasem a Regia Aeronautica, como a mais eficiente e poderosa força aérea do mundo. Infelizmente para a Itália, os italianos também acreditavam nisso, fazendo com que se recusassem a melhorar o programa de pesquisas industriais e melhorarem seu programa de treinamento de pilotos. Tal recusa não permitiu que a Regia Aeronautica se tornasse uma organização militar séria.
A Itália ingresou no conflito após 42 meses de operações non-stop, desde a Campanha da Etiópia até a guerra civil espanhola. Tendo gasto recursos de Regia Aeronautica, sem a obtenção de nenhum dividendo, estas guerras poderiam ensinar muito, se analisadas corretamente, mas o governo preferiu glorificar os resultados obtidos (particularmente na Espanha), assim sendo, não observou que estes resultados foram obtidos em grande parte devido à má qualidade dos planos e o escasso treinamento dos pilotos inimigos.

## 1940

Regia aeronautica italiana em 1942

Em 10 junho de 1940, a linha de frente de caças italianos, era formada principalmente por aeronaves Fiat CR.42, Fiat G.50 e Macchi C.200. Todas estas aeronaves utilizavam motores radiais, cuja baixa potência, aliada ao elevado arrasto aerodinâmico, impedia atingir velocidades elevadas. Os primeiros caças monoplanos italianos, tinham a velocidade máxima variando entre 32 a 129 quilômetros horários a menos que seus oponentes equivalentes, como o Hawker Hurricane, Supermarine Spitfire, Messerschmitt Bf 109 e Dewoitine D.520.
O forte protecioniso da indústria aeronáutica italiana trouxe graves consequências, não eram mais desenvolvidos motores para aviação na Itália, mesmo os motores radiais utilizados nada mais eram do que cópias licenciadas dos Pratt&Whitney americanos, dos Bristol britanicos ou dos Gnôme-Rhome franceses, todos de meados da década de 1930. Após o início do confronto, quando o erro foi visto, não era mais possível corrigí-lo a tempo e, mais uma vez a construção de motores mais potentes foi feita a partir de licenças para fabricação de motores alemães Daimler-Benz
Algumas graves consequencias, devido à necessidade de manter o peso das aeronaves de caça baixo, era a falta de armamentos (eram instaladas somente duas metralhadoras Breda, de 12.7mm; nas aeronaves aliadas, o baixo calibre do armamento era compensado pela quantidade, os Hurricane e os Spitfire tinham instaladas 8 metralhadoras 0.303 pol., e já em 1940/1941, contavam com dois canhões de 20mm, o que somente foi instalado nos aviões italianos em 1943), nenhum painel era blindado, o que não protejia o piloto em ataques frontais e não eram instalados rádios.
A primeira série do G.50 e de C.200, tinha a cabina do piloto fechada, mas na seguinte série esta solução foi abandonada por causa dos problemas técnicos e aerodinâmicos, mas também a pressão dos pilotos italianos, para a adoção de uma cabina aberta, teve seu peso na decisão. O ataque ao solo encontrava-se ainda em pior situação no início da guerra. Havia dois tipos de avião: o Breda 65 e o Breda 88. O primeiro era difícil de pilotar e muito perigoso, o segundo era claramente sub propulsado, ao ponto que a versão enviada à África do Norte, equipada com os filtros de areia, frequentemente tinha que ter tal dispositivo removido.
Uma situação melhor parecia existir nas unidades de bombardeio. A Regia Aeronautica baseou-se em cinco aeronaves diferentes:o Savoia Marchetti S 81 e S 79, o Fiat BR.20, o Cant Z.506b e o Cant Z.1007. Os primeiros quatro tinham sido utilizados na guerra civil espanhola e o S 81, era veterano da campanha etíope. Logo após a entrada na guerra, o hidroavião Cant Z.506B, foi remanejado à Regia Marinha Italiana, servindo como aeronave de reconhecimento e salvamento.
A Itália foi o único país beligerante principal, que escolheu a fórmula de tri-motores, para seus bombardeiros, a única exceção é o Fiat bimotor. A escolha desta configuração foi feita devido à baixa potência dos motores disponíveis e por razões de segurança: é mais fácil garantir o retorno seguro a um bombardeiro sem um motor. Esta escolha entretanto, impediu a defesa frontal do bombardeiro, e compeliu a usar uma posição muito inábil para o navegador, a posição ventral, que o deixava incapaz de dar orientações ao piloto, por estar muito longe.
No início da guerra, a Regia Aeronautica, operava com somente trinta bombardeiros de mergulho, estes eram o modelo Savoia Marchetti S 85, cujo desempenho de voo era muito pobre. A Itália teve que recorrer à Alemanha (não pela última vez...), e comprou o Junkers Ju.87 Stuka, que foi operado primeiramente dentro na campanha dos balcãs.
A lista dos erros e faltas poderia continuar: do tamanho insuficiente das bombas usadas ao equipamento de rádio inadequado; dos sistemas de mira imprecisos dos bombardeiros aos instrumentos primitivos para voo noturno e em baixa visibilidade que, junto com a falta de radares, nunca permitiram qualquer tipo concreto da combate noturno.
Tal lista seria muito séria para toda a força aérea: era dramática para a Regia Aeronautica, a inexitência de uma estrutura industrial capaz de resolver os problemas em um cuto ou médio espaço de tempo. A força aérea foi criada de modo equivocado e todo seu desenvolvimento era mera casualidade, a busca desenfreada por recordes, que nada mais era do que um exibicionismo político, afastou ou impediu todo um programa sério de desenvolvimento aeronáutico. A Itália fascista sonhou ter uma força aérea invencível, minimizando as realizações obtidas em outros países, assim sendo, apesar de contar com diversos homens de muitas habilidades na indústria, o final foi trágico.

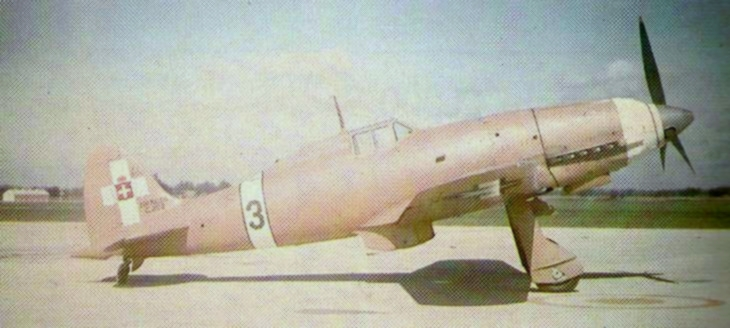
Um Macchi C.202 italiano.

A última missão da Regia Aeronautica ocorreu no dia 8 de setembro de 1943, contra os bombardeiros da USAAF que atacaram a região de Frascati ( Roma).
Com o armistício, a Itália se dividiu, Mussolini refugiado no norte cria a RSI - Repubblica Sociale Italiana (República Social Italiana) e logo re-organiza suas forças militares, nascia a Aeronautica Nazionale Repubblicana - ANR (Força Aérea Nacional Republicana).
Ao sul, os monarquistas criam a "Aviazione Cobelligerante Italiana - ACI (Aviação Co-Beligerante Italiana), também conhecida como "Aeronautica Cobelligerante del Sud" (Força Aérea Co-Beligerante do Sul).
A fim de evitar um possível confronto entre as duas forças italianas, a ACI operou até o final da guerra na região dos Balcâs. Não existem relatos de confrontos antre a ANR e a ACI.
Porém a Regia Aeronautica só foi extinta oficialmente em 2 de junho de 1946, quando através de referendo, a Itália deixa de ser um reino e se transforma em república. A Regia Aeronautica é então substituída pela Aeronautica Militare Italiana (Força Aérea Italiana).